# Боевая пружина
Боева́я пружи́на — пружина в ударном или ударно-спусковом механизме огнестрельного оружия, сообщающая курку или ударнику энергию, необходимую для разбивания капсюля.
Боевая пружина может быть витой цилиндрической (винтовка Мосина, пистолет ТТ, пистолет Кольт М1911), пластинчатой (револьвер Нагана обр. 1895 г., пистолет ПМ), спиральной (автомат Калашникова). 
В ряде образцов автоматического оружия роль боевой выполняет возвратная пружина (пистолет Браунинга обр. 1900 г., ручной пулемет ДП, большинство пистолетов-пулеметов) - такую пружину называют возвратно-боевой.

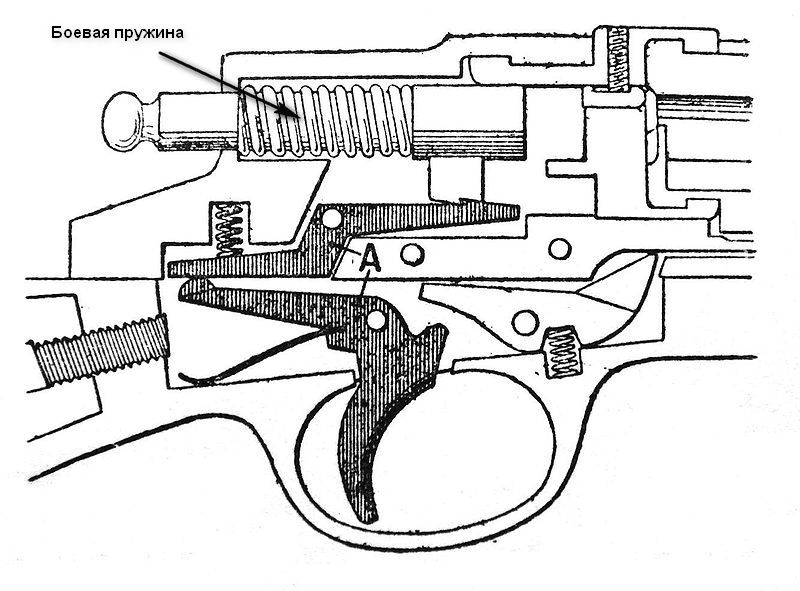
Боевая пружина неавтоматической винтовки, витая, цилиндрическая.
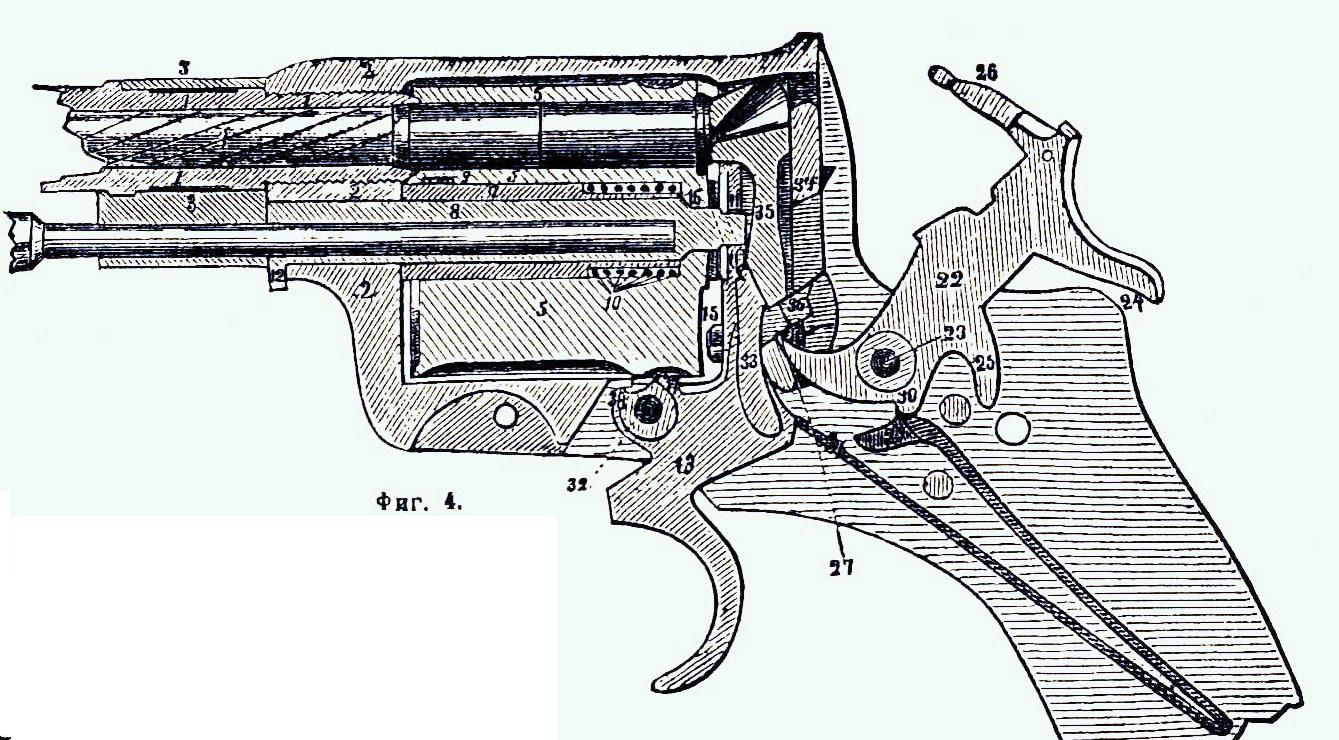
Револьвер системы Нагана. Курок на боевом взводе. Боевая пружина (справа внизу) — пластинчатая, двупёрая, одновременно служит пружиной спускового крючка.
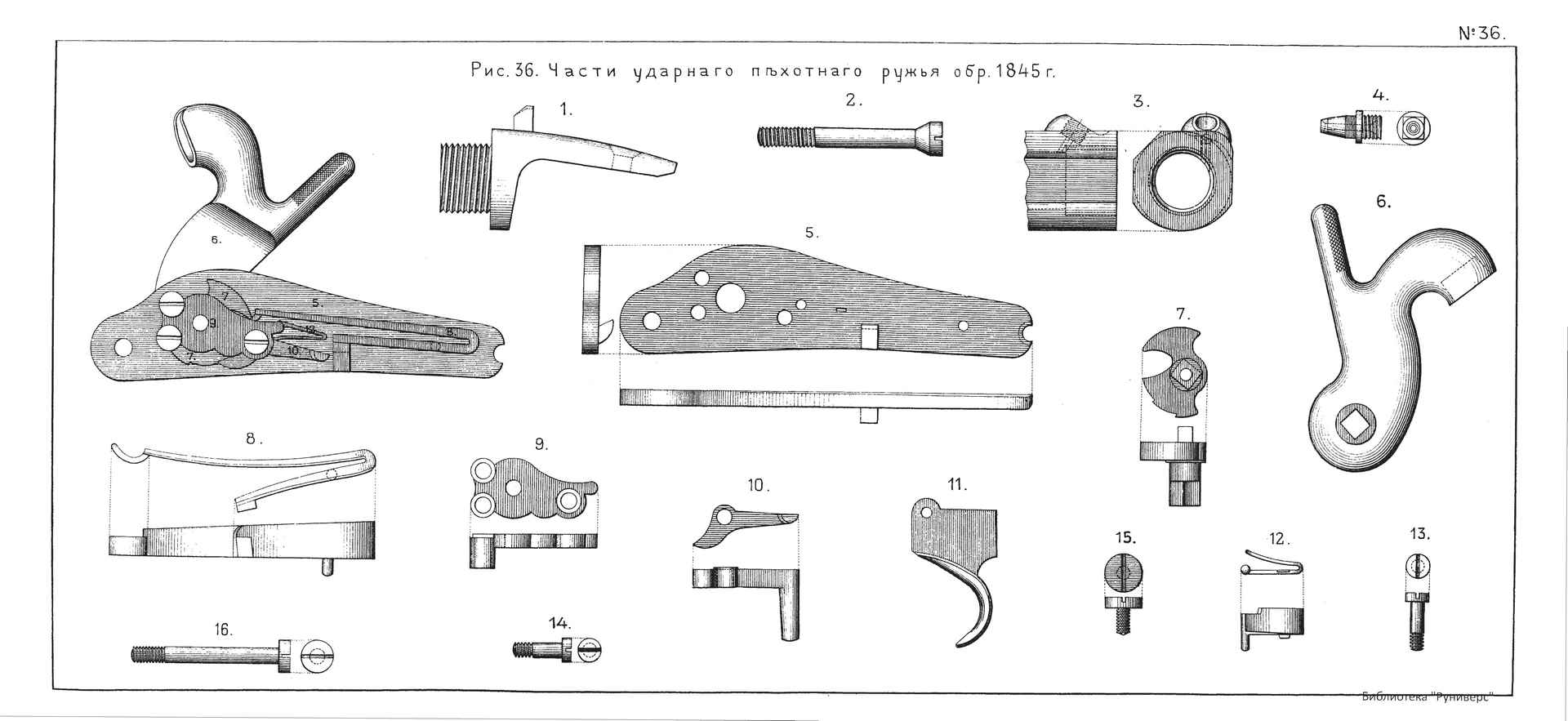
Детали замка капсюльного ружья образца 1845 года: 8 — боевая пружина.